# Сьєрра-Чирріпо
Сьєрра-Чирріпо (ісп. Cerro Chirripó, також Чирріпо-Ґранде) — гора в Центральній Америці (Північна Америка), висотою — 3820 метрів. Розташована на території національного парку Чирріпо, у південно-східній частині Коста-Рики, найвища вершина цієї країни.

## Панорама

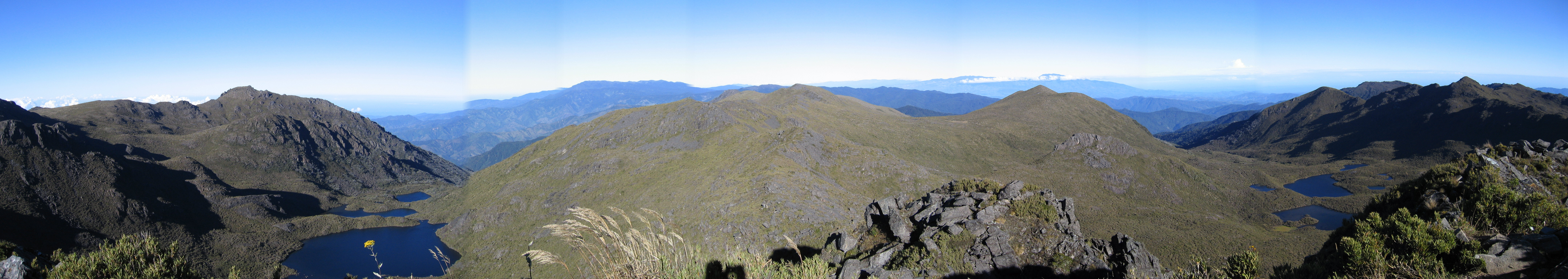
Панорама Сьєрра-Чирріпо

## Географія
Гора розташована практично в центральній частині гірського хребта Кордильєра-де-Таламанка, на кордоні провінцій Сан-Хосе — на заході, Лимон — на сході та Картаго — на півночі. На площі 508 км², навколо вершини, розташований «Національний парк Чирріпо», який відомий своїми екологічними багатствами. Високі піки в цьому і сусідньому Міжнародному парку Ла-Амістад є важливими природними областями «Гірських лісів Таламанки» та «Дикої природи Коста-Рики» з високим ендемізмом та надзвичайно високим рівнем біорізноманіття. Вершини цих гір, через їх висоти, є своєрідними «Небесними островами» для багатьох видів рослин і тварин. За даними Університету Коста-Рики, протягом останніх 100 років тут не падав сніг, хоча град іноді випадав.
Висота гори 3820 метрів над рівнем моря. Відносна висота — 3727 м, за іншими даними абсолютна висоти становить 3819 м, а відносна — 3755 м. За відносною висотою ця вершина займає 37-ме місце у світі.